# Selkävoutavaara
Selkävoutavaara är en kulle i Finland. Den ligger i Sodankylä kommun i landskapet Lappland, i den norra delen av landet, 800 km norr om huvudstaden Helsingfors. Toppen på Selkävoutavaara är 261 meter över havet.
Terrängen runt Selkävoutavaara är huvudsakligen platt.  Trakten runt Selkävoutavaara är nära nog obefolkad, med mindre än två invånare per kvadratkilometer. Det finns inga samhällen i närheten. 